# Darius Defoe
Darius Defoe (Bataka, 30 ottobre 1984) è un cestista dominicense con cittadinanza britannica, di ruolo ala grande e centro.

## Palmarès
- British Basketball League: 6

Newcastle Eagles: 2005-06; 2006-07; 2008-09; 2011-12; 2014-15, 2020-2021
- BBL Trophy: 6

Newcastle Eagles: 2005–06, 2008–09, 2009–10, 2011–12, 2014–15, 2019-20
- BBL Cup: 3

Newcastle Eagles: 2014–15, 2015–16, 2016–17